# Гагін Віктор Іванович
Віктор Іванович Гагін (14 грудня 1934, Часів Яр, Донецької області, УРСР — 15 серпня 2016, Буринь, Сумська область, Україна) — дослідник Голодомору. Також краєзнавець, педагог.
Член Національної спілки краєзнавців України.
Жертва сталінського терору.

## Життєпис
Дід Антон (по матері), який мешкав на хуторі Нотаріусівка на Буринщині, зазнав утисків з боку комуністичної влади. Під час голодомору, за відмову вступати в колгосп, родину виселили із хати, відібрали майно, сусідам заборонили давати притулок. Сім'я утекла на Донбас. Під час Другої світової війни родина повернулася в Сумщину, в хутір Нотаріусівка. Проте після повернення сталінських військ батька примусово мобілізували до війська.
1943  — пішов у перший клас Верхньосагарівської початкової школи. Потім навчався в Жуківській семирічній школі Буринського району.
1944  — 1945 р. влітку працював на різних роботах: возив воду в поле колгоспникам, ходив за плугом, якого тягнули воли, верхи водив коней у косарці їздив на кінній гребці для загрібання залишків колосків після укосу. За тяжку працю отримував тодішню «валюту» — трудодні.
1955  — 1957  — служив в армії. Під час служби був залучений до випробувань ядерної зброї на Семипалатинському ядерному полігоні в 1956 році. Прирівняний до статусу учасника ліквідації аварії на ЧАЕС.
1957  — 1961  — секретар виконкому Верхньосагарівської сільської ради.
1961  — 1963  — учитель російської і німецької мов Бережнянської восьмирічної школи.
1964  — 1966  — директор Бережнянської школи.
1961  — закінчив Харківський інститут культури за фахом культосвітня робота (культуролог).
1964  — закінчив Сумський педагогічний університет філологічний факультет.
1966  — 1978  — завідувач відділу культури виконкому Буринської районної ради народних депутатів Сумської області.
1978  — обраний секретарем виконкому Буринської ради.
1989  — заступник голови виконкому Буринської районної ради.
1992  — заступник голови Буринської районної ради.
1994  — пенсіонер.
Журналістикою і краєзнавчою роботою займається з 1957 року. Є позаштатним кореспондентом Буринської районної газети. Протягом 20 років обирався головою Буринської районної організації Українського товариства охорони пам'яток історії і культури.

### Публікації
Статті друкувалися в республіканській газеті «Культура і життя», Сумській обласній газеті, газеті «Свобода», «Путивльські відомості», у Всеукраїнському науковому журналі «Сіверянський літопис» надруковані статті: «Народна топоніміка Буринщини»(2012 р,), «Де розташований літописний Бирин?» (2013 р.).

### Книжки
| Назва                                             | рік  | видавництво       |
| ------------------------------------------------- | ---- | ----------------- |
| Духовний світ Буринщини від давнини до сьогодення | 2010 |                   |
| Буринщина з глибини віків                         | 2011 |                   |
| Буринь воєнне лихоліття і відродження             | 2013 |                   |
| Нариси історії землі Буринської. Книга І.         | 2014 | «Ярославна» Суми. |

Нині у видавництві «Ярославна» готується до публікації «Нариси історії землі Буринської. Книга ІІ».
Має чисельні нагороди і відзнаки.

### Особисте життя
Має дружину  — Гагіна Марія Іванівна, син і дві доньки, внуки і правнуки.